# Automated Planet Finder
Der Automated Planet Finder Telescope (APF) (englisch für „automatischer Planetenfinder“), ist ein optisches Teleskop des Lick Observatory, errichtet auf dem Mount Hamilton im Osten von San Jose, Kalifornien. Es ist für die Suche nach Exoplaneten mit etwa fünf- bis zwanzigfacher Erdmasse gebaut, das Teleskop beobachtet dabei jede Nacht über zehn Sterne. Die gesamten Baukosten betrugen 12,37 Mio. Dollar. Die Inbetriebnahme war eigentlich für 2006 geplant, doch wegen Fertigungsprobleme des Hauptbauteils wurde es erst im August 2013 in Betrieb genommen.
In den 2010er Jahren wurde damit begonnen, das APF für Breakthrough Listen zu nutzen.

## Konstruktion
Teile des Teleskops, welche von internationalen Firmen gebaut wurden:
- Der Spiegel wurde in Russland aus der Glaskeramik Astro-Sitall hergestellt.[8]
- Der Rohling wurde in Maryland, USA geschliffen.
- Die Montagen wurde in Arizona, USA durchgeführt.
- Die Kuppel wurde in Australien gebaut.
- Das optische Spektrometer wurde in Kalifornien entwickelt und gebaut.